# Mary Lou McDonaldová
Mary Lou McDonaldová (* 1. května 1969 Dublin) je irská politička. V únoru 2018 se stala předsedkyní Sinn Féin, když v úřadu nahradila Gerryho Adamse. V roce 2020 začala plnit funkci vůdkyně opozice. V období 2009 až 2018 byla místopředsedkyní Sinn Féin. Do irského parlamentu Dáil Éireann byla za centrální Dublin poprvé zvolena roku 2011. V letech 2004 až 2009 působila jako europoslankyně. Původně byla členkou strany Fianna Fáil, kterou opustila v roce 1998.